# Herman Frederik Carel ten Kate
Herman Frederik Carel ten Kate (La Haye, 23 juillet 1858-Carthage, 4 février 1931) est un explorateur, peintre et anthropologue néerlandais.

## Biographie
Né dans une famille d'artistes, il fait des études à l'Académie des beaux-arts de La Haye. En 1877, il fait un premier voyage en Corse avec l'aquarelliste Charles William Meredith van de Velde.
À son retour, il s'engage dans des études de sciences naturelles et de médecine à Paris, Berlin, Göttingen et Heidelberg où il soutient sa thèse sur la craniologie des mongoloïdes.
En 1882-1883, il part étudier les tribus indiennes du Sud-Ouest des États-Unis puis du nord du Mexique et accompagne Roland Bonaparte en Scandinavie (1884). En 1886-1887, il visite le Venezuela, les États-Unis et le Canada pour y étudier les populations indiennes et noires et en 1888 participe avec Frank Hamilton Cushing à des travaux d'archéologie et d'anthropologie en Arizona dans le cadre de l'expédition Hemenway.
De 1890 à 1893, il effectue un tour du monde, passant par l'Asie du Sud-Est, l'Australie et l'Argentine où il est nommé conservateur du Musée de La Plata. En 1896, il voyage dans les Indes, à Java puis au Japon et s'installe à Nagasaki comme médecin (1897-1913) où il épouse une japonaise.
Après un nouveau tour du monde (1908-1913), il décide de rentrer en Europe après le décès de sa femme (1919) mais, en 1922, part s'établir en Tunisie, à Tunis (1922) puis à Carthage (1929) où il mène des études d'ethnologie sur les populations maghrébines.
Il y meurt le 4 février 1931.

## Œuvres
- Sur la synonymie ethnique et la toponymie chez les indiens, 1884
- Notes ethnographiques sur les Comanches, 1885
- Sur les crânes de Lagoa-Santa, 1885
- Description d'un crâne d'Indien Moqui, 1886
- Observations anthropologiques recueillies dans la Guyane, 1887
- Contribution à l'anthropologie de quelques peuples d'Océanie, 1892
- Anthropologie des anciens habitants de la région calchaquie, 1896
- Observations au sujet des Recherches anthropologiques, 1910
- Sur quelques peintres-ethnographes dans l'Amérique du sud, 1911